# 張舜命
張舜命（16世紀—17世紀），字子一，號中宇，河南汝寧府光州商城县軍籍，明朝政治人物。同进士出身。

## 生平
隆慶戊辰（官年）九月二十日生，治春秋。萬曆二十二年（1594年）甲午科河南乡试第三十四名举人，二十三年（1595年）乙未科會試第二百五十一名，廷試三甲第三十八名进士，通政司觀政，本年六月初授順天府遵化县知县，二十八年擢南京户部四川司主事，三十二年榷浙江北新鈔关，本年升员外郎。歴任至南京户部郎中，三十三年十二月出任西安府知府，三十六年晉陕西副使，三十八年二月调补固原兵备副使，本年以病告歸。萬曆四十四年（1616年）起陕西靖边兵备副使，四十六年八月考满，加升按察使，四十七年养病。

## 家族
曾祖张绪，儒官。祖张溥，國子生。父張琚，庠生，以子張舜命贈戶部主事。前母曹氏，母劉氏。慈侍下。兄张舜選、张舜俞、张舜玄、张舜善，選貢。娶陈氏，继娶高氏，子张应轸、張應輅，进士；张应轩。